# Lusigny-sur-Ouche
Lusigny-sur-Ouche é uma comuna francesa na região administrativa da Borgonha-Franco-Condado, no departamento de Côte-d'Or. Estende-se por uma área de 10,33 km². Em 2010 a comuna tinha 117 habitantes (densidade: 11,3 hab./km²).